# هوارد تریسی‌هال
هوارد تریسی‌هال (انگلیسی: Tracy Hall؛ ۲۰ اکتبر ۱۹۱۹ – ۲۵ ژوئیهٔ ۲۰۰۸) شیمی‌دان و استاد دانشگاه آمریکایی و سازنده نخستین الماس مصنوعی بوده است. وی که از اعضای یک تیم شش نفره پژوهشگران برای ساخت الماس مصنوعی بوده است در ۱۶ دسامبر ۱۹۵۴ با طراحی یک روش فشردگی موفق به ساخت الماس مصنوعی شده است.
جنرال الکتریک با استفاده از اختراع الماس تریسی‌هال، به ثروت هنگفتی دست یافت و در مقابل به عنوان پاداش اوراق پس‌انداز 10 دلاری را به وی اهدا کرد.